# Eleição municipal de Duque de Caxias em 2016
A eleição municipal da cidade brasileira de Duque de Caxias em 2016 ocorreu no dia 2 de outubro para eleger um prefeito, um vice-prefeito e 29 vereadores para a administração da cidade. Nenhum candidato à prefeitura atingiu maioria absoluta dos votos válidos. Por isso, houve um segundo turno, realizado em 30 de outubro entre os candidatos Washington Reis (PMDB) e Dica (PTN). O peemedebista sagrou-se vencedor com 54,18% dos votos (pouco mais de 217 mil), contra 45,82% de seu adversário.
Essa eleição ficou marcada por reunir dois ex-prefeitos que buscavam retomar a administração do município: o vencedor Washington Reis, que governou a cidade entre 2005 e 2008, e Zito, prefeito nos períodos 1997-2004 e 2009-2012, mas que sequer chegou ao segundo turno, a exemplo da eleição anterior. O prefeito titular, Alexandre Cardoso, não tentou se reeleger. Seu partido, o PSD, apoiou a candidatura de Dica. Outros cinco candidatos concorreram ao Executivo e a votação mais expressiva foi a de Aureo (SD), que terminou com o terceiro lugar.

## Lista de candidaturas e coligações
Coligação é o nome que se dá à união de dois ou mais partidos políticos que apresentam conjuntamente seus candidatos para determinada eleição. As coligações podem ser formadas para eleições majoritárias (escolha de prefeitos, governadores, senadores e presidente da república), proporcionais (vereadores, deputados estaduais, distritais e federais) ou ambas. Nas eleições majoritárias, a coligação é responsável por definir o tempo do horário eleitoral gratuito de cada candidato, já que o tamanho da bancada parlamentar na Câmara dos Deputados é utilizado como base do cálculo. Quanto mais deputados uma coligação tiver, maior o seu tempo na televisão.
| Nº      | Prefeito(a)  | Prefeito(a)                                      | Prefeito(a)       | Vice-prefeito(a) | Vice-prefeito(a) | Vice-prefeito(a)                                         | Vice-prefeito(a)  | Coligação Partido(s)                                               |
| Nº      | Candidato(a) | Candidato(a)                                     | Partido Federação | Candidato(a)     | Candidato(a)     | Candidato(a)                                             | Partido Federação | Coligação Partido(s)                                               |
| ------- | ------------ | ------------------------------------------------ | ----------------- | ---------------- | ---------------- | -------------------------------------------------------- | ----------------- | ------------------------------------------------------------------ |
| 11      |              | Zito Jose Camilo Zito Dos Santos Filho           | PP                |                  |                  | Midian Midiam Da Penha Alves                             | PSDB              | Voltar Para Mudar PP PSDB                                          |
| 15      |              | Washington Reis Washington Reis De Oliveira      | PMDB              |                  |                  | Marquinho Pessanha Marcos Elias Freitas Pessanha Moreira | PRP               | Rumo ao Futuro PMDB PSL PPS PRP PHS PSB                            |
| 16      |              | Florinda Lombardi Florinda Moreira Lombardi      | PSTU              |                  |                  | Marcelo Lgbt Marcelo Martins De Farias                   | PSTU              | Sem coligação                                                      |
| 18      |              | Professor Gutemberg Gutemberg Cardoso Dos Santos | REDE              |                  |                  | Samuel Marques Samuel Marques Dos Santos                 | REDE              | Sem coligação                                                      |
| 19      |              | Dica Jorge Moreira Theodoro                      | PTN               |                  |                  | Dona Leda Maria Leide De Oliveira                        | PDT               | Nossa Gente, Nosso Futuro PTN PRB PT PSC PMN PV PROS PSD PCdoB PDT |
| 29      |              | Samuel Maia Samuel Maia Dos Santos               | PCO               |                  |                  | Adriana Gomes Adriana Gomes Santos Faria                 | PCO               | Sem coligação                                                      |
| 50      |              | Zé Claudio Jose Claudio De Souza Alves           | PSOL              |                  |                  | Celso Carias Celso Pinto Carias                          | PSOL              | Sem coligação                                                      |
| 77      |              | Aureo Aureo Lidio Moreira Ribeiro                | SD                |                  |                  | Marcelo Do Seu Dino Marcelo Ferreira Ribeiro             | DEM               | Somos Todos Caxias PATRIOTA PRTB PMB PTC PTdoB PSDC PR PTB DEM SD  |
| Fontes: |              |                                                  |                   |                  |                  |                                                          |                   |                                                                    |

## Horário Eleitoral Gratuito
A veiculação da propaganda eleitoral de Duque de Caxias, em bloco e inserções, na televisão, foi ao ar pelo SBT. O horário eleitoral obrigatório em rede foi dividido em dois blocos de 10 minutos - um às 13h e outro às 20h30min. Ao longo da programação, os candidatos ainda participaram de propagandas por meio de inserções, em um total de 70 minutos diários.
No primeiro turno, o horário eleitoral gratuito foi exibido entre 26 de agosto e 29 de setembro. Já no segundo turno, foi ao ar entre os dias 15 e 28 de outubro.

## Resultados da eleição

### Prefeito
| Candidato(a) a prefeito  | Candidato(a) a prefeito    | Candidato(a) a vice-prefeito | Primeiro turno 02 de outubro de 2016 | Primeiro turno 02 de outubro de 2016 | Segundo turno 30 de outubro de 2016 | Segundo turno 30 de outubro de 2016 |
| Candidato(a) a prefeito  | Candidato(a) a prefeito    | Candidato(a) a vice-prefeito | Total                                | Percentagem                          | Total                               | Percentagem                         |
| ------------------------ | -------------------------- | ---------------------------- | ------------------------------------ | ------------------------------------ | ----------------------------------- | ----------------------------------- |
|                          | Washington Reis (PMDB)     | Marquinho Pessanha (PRP)     | 149.782                              | 35,76%                               | 217.800                             | 54,18%                              |
|                          | Dica (PTN)                 | Dona Leda (PDT)              | 87.643                               | 20,93%                               | 184.230                             | 45,82%                              |
|                          | Aureo (SD)                 | Marcelo Do Seu Dino (DEM)    | 84.220                               | 20,11%                               | Não participou                      | Não participou                      |
|                          | Zito (PP)                  | Midian (PSDB)                | 84.164                               | 20,09%                               | Não participou                      | Não participou                      |
|                          | Zé Claudio (PSOL)          | Celso Carias (PSOL)          | 8.368                                | 2%                                   | Não participou                      | Não participou                      |
|                          | Professor Gutemberg (REDE) | Samuel Marques (REDE)        | 2.833                                | 0,68%                                | Não participou                      | Não participou                      |
|                          | Florinda Lombardi (PSTU)   | Marcelo Lgbt (PSTU)          | 1.295                                | 0,31%                                | Não participou                      | Não participou                      |
|                          | Samuel Maia (PCO)          | Adriana Gomes (PCO)          | 536                                  | 0,13%                                | Não participou                      | Não participou                      |
| Total de votos válidos   | Total de votos válidos     | Total de votos válidos       | 418.841                              | 418.841                              | 402.030                             | 402.030                             |
| Votos apurados           |                            |                              |                                      |                                      |                                     |                                     |
| Votos válidos            | Votos válidos              | Votos válidos                | 418.841                              | 82,24%                               | 402.030                             | 84,03%                              |
| Votos em branco          | Votos em branco            | Votos em branco              | 25.426                               | 4,99%                                | 18.337                              | 3,83%                               |
| Votos nulos              | Votos nulos                | Votos nulos                  | 65.015                               | 12,77%                               | 58.083                              | 12,14%                              |
| Total de votos apurados  | Total de votos apurados    | Total de votos apurados      | 509.282                              | 509.282                              | 478.450                             | 478.450                             |
| Eleitores                |                            |                              |                                      |                                      |                                     |                                     |
| Comparecimentos          | Comparecimentos            | Comparecimentos              | 509.282                              | 81,07%                               | 478.450                             | 76,17%                              |
| Abstenções               | Abstenções                 | Abstenções                   | 118.882                              | 18,93%                               | 149.714                             | 23,83%                              |
| Total de eleitores aptos | Total de eleitores aptos   | Total de eleitores aptos     | 628.164                              | 628.164                              | 628.164                             | 628.164                             |
| Total de seções: 3.556   |                            |                              |                                      |                                      |                                     |                                     |
| Fontes:                  |                            |                              |                                      |                                      |                                     |                                     |

### Vereadores eleitos
| Candidato(a) | Candidato(a)                 | Partido | Votos | Cidade de origem | Unidade federativa/País |
| ------------ | ---------------------------- | ------- | ----- | ---------------- | ----------------------- |
|              | Eduardo Moreira              | PT      | 6.284 | Duque de Caxias  | Rio de Janeiro          |
|              | Wendell                      | PCdoB   | 5.981 | Duque de Caxias  | Rio de Janeiro          |
|              | Carlinhos Da Barreira        | PSDC    | 5.731 | Duque de Caxias  | Rio de Janeiro          |
|              | Serginho                     | PR      | 5.682 | Duque de Caxias  | Rio de Janeiro          |
|              | Delza De Oliveira            | PRP     | 4.970 | Duque de Caxias  | Rio de Janeiro          |
|              | Clovinho                     | PDT     | 4.889 | Rio de Janeiro   | Rio de Janeiro          |
|              | Arthur Monteiro              | PTdoB   | 4.648 | Duque de Caxias  | Rio de Janeiro          |
|              | Carlos De Jesus              | PDT     | 4.625 | Rio de Janeiro   | Rio de Janeiro          |
|              | Celso Do Alba                | PMDB    | 4.381 | Duque de Caxias  | Rio de Janeiro          |
|              | Chiquinho Grandão            | PP      | 4.358 | Duque de Caxias  | Rio de Janeiro          |
|              | Beto Gabriel                 | PV      | 4.324 | Rio de Janeiro   | Rio de Janeiro          |
|              | Guilherme É A Esperança      | PTN     | 4.288 | Duque de Caxias  | Rio de Janeiro          |
|              | Deise Do Marcelo Do Seu Dino | PTC     | 4.148 | Duque de Caxias  | Rio de Janeiro          |
|              | Claudio Thomaz               | PTN     | 4.037 | Duque de Caxias  | Rio de Janeiro          |
|              | Marcos Tavares               | PSDC    | 3.860 | Duque de Caxias  | Rio de Janeiro          |
|              | Andre Do Adriano             | PTdoB   | 3.739 | Rio de Janeiro   | Rio de Janeiro          |
|              | Sandro Lelis                 | PSL     | 3.723 | Duque de Caxias  | Rio de Janeiro          |
|              | Juliana Do Táxi              | PSD     | 3.708 | Duque de Caxias  | Rio de Janeiro          |
|              | Alex Rosa                    | SD      | 3.510 | Duque de Caxias  | Rio de Janeiro          |
|              | Zezinho Do Mineirão          | PMDB    | 3.500 | Rio de Janeiro   | Rio de Janeiro          |
|              | Cowboy Beleza                | PP      | 3.435 | Rio de Janeiro   | Rio de Janeiro          |
|              | Chiquinho Caipira            | PMDB    | 3.410 | Rio de Janeiro   | Rio de Janeiro          |
|              | Valdecy                      | PP      | 3.373 | Duque de Caxias  | Rio de Janeiro          |
|              | Leide Amiga De Caxias        | PRB     | 3.185 | São Luiz         | Maranhão                |
|              | Marquinho Oi                 | DEM     | 3.183 | Cataguases       | Minas Gerais            |
|              | Junior Uios                  | PT      | 3.113 | Duque de Caxias  | Rio de Janeiro          |
|              | Osvaldo Lima                 | PSC     | 3.088 | Lajes Pintada    | Rio Grande do Norte     |
|              | Feital                       | PRP     | 3.058 | Duque de Caxias  | Rio de Janeiro          |
|              | Kiko Xerém                   | PSL     | 2.247 | Duque de Caxias  | Rio de Janeiro          |
| Fontes:      |                              |         |       |                  |                         |

#### Vereadores eleitos por partido
|                        |                        |                 |                 |         |         |
| Nº                     | Partido                | Votos populares | Votos populares | Vagas   | ±       |
| Nº                     | Partido                | Votos           | %               | Vagas   | ±       |
| 15                     | PMDB                   | 30.759          | 6,98%           | 3       | 1       |
| 12                     | PDT                    | 30.167          | 6,84%           | 2       | Estável |
| 11                     | PP                     | 29.845          | 6,77%           | 3       | 1       |
| 19                     | PTN                    | 28.987          | 6,57%           | 2       | 2       |
| 13                     | PT                     | 28.094          | 6,37%           | 2       | 1       |
| 17                     | PSL                    | 26.495          | 6,01%           | 2       | 1       |
| 44                     | PRP                    | 24.204          | 5,49%           | 2       | 2       |
| 27                     | PSDC                   | 23.338          | 5,29%           | 2       | Estável |
| 55                     | PSD                    | 22.966          | 5,21%           | 1       | 1       |
| 70                     | PTdoB                  | 21.061          | 4,78%           | 2       | 2       |
| 43                     | PV                     | 21.034          | 4,77%           | 1       | 1       |
| 10                     | PRB                    | 19.496          | 4,42%           | 1       | Estável |
| 22                     | PR                     | 17.995          | 4,08%           | 1       | 1       |
| 36                     | PTC                    | 15.923          | 3,61%           | 1       | 1       |
| 77                     | SD                     | 14.144          | 3,21%           | 1       | 1       |
| 31                     | PHS                    | 13.672          | 3,1%            | 0       | -       |
| 40                     | PSB                    | 13.202          | 2,99%           | 0       | 3       |
| 33                     | PMN                    | 9.897           | 2,24%           | 0       | 1       |
| 25                     | DEM                    | 7.711           | 1,75%           | 1       | 1       |
| 65                     | PCdoB                  | 7.404           | 1,68%           | 1       | 1       |
| 28                     | PRTB                   | 5.964           | 1,35%           | 0       | 1       |
| 45                     | PSDB                   | 5.227           | 1,19%           | 0       | 1       |
| 20                     | PSC                    | 4.453           | 1,01%           | 1       | 1       |
| 50                     | PSOL                   | 3.649           | 0,83%           | 0       | -       |
| 51                     | PEN                    | 3.630           | 0,82%           | 0       | -       |
| 23                     | PPS                    | 3.564           | 0,81%           | 0       | -       |
| 90                     | PROS                   | 2.519           | 0,57%           | 0       | -       |
| 35                     | PMB                    | 1.933           | 0,44%           | 0       | -       |
| 14                     | PTB                    | 1.921           | 0,44%           | 0       | -       |
| 18                     | REDE                   | 1.238           | 0,28%           | 0       | -       |
| 16                     | PSTU                   | 332             | 0,08%           | 0       | -       |
| 29                     | PCO                    | 162             | 0,04%           | 0       | -       |
| Total de votos válidos | Total de votos válidos | 440.986         | 86,59%          | 29      | 29      |
| Votos em branco        | Votos em branco        | 23.439          | 4,6%            | 29      | 29      |
| Votos nulos            | Votos nulos            | 44.857          | 8,81%           | 29      | 29      |
| Total de votos         | Total de votos         | 509.282         | 81,07%          | 29      | 29      |
| Abstenções             | Abstenções             | 118.882         | 18,93%          | 29      | 29      |
| Eleitorado apto        | Eleitorado apto        | 628.164         | 628.164         | 628.164 | 628.164 |
| Fontes:                |                        |                 |                 |         |         |